# Praravinia loconensis
Praravinia loconensis är en måreväxtart som beskrevs av Cornelis Eliza Bertus Bremekamp. Praravinia loconensis ingår i släktet Praravinia och familjen måreväxter. Inga underarter finns listade i Catalogue of Life.